# Sweet Home (манхва)
 (кореј. 스위트 홈) јужнокорејски је вебтун и манхва који је написао Карнби Ким, а илустровао Јонгчан Хванг. Објављивао се од 12. октобра 2017. до 2. јула 2020. године на платформи Webtoon. Поглавља су сакупљена у дванаест томова.
У Србији, издавачка кућа Најкула преводи стрип на српски језик од 2025. године.

## Радња
Ча Хјун је средњошколац који проводи време играјући игрице. Али када изгуби породицу у саобраћајног несрећи, мора да се пресели у апартман да живи сам. Али то му је најмањи проблем, јер људи око њега почињу да се трансформишу у чудовишта.

## Списак томова
| Бр. | Првобитни датум издања | Првобитни      | Датум издања на српском | на српском |
| --- | ---------------------- | -------------- | ----------------------- | ---------- |
| 1   | 28. фебруар 2020.      | 979-1190630276 | —                       | —          |
| 2   | 28. фебруар 2020.      | 979-1190630283 | —                       | —          |
| 3   | 28. фебруар 2020.      | 979-1190630290 | —                       | —          |
| 4   | 15. октобар 2020.      | 979-1190908894 | —                       | —          |
| 5   | 15. октобар 2020.      | 979-1190908900 | —                       | —          |
| 6   | 15. октобар 2020.      | 979-1190908917 | —                       | —          |
| 7   | 29. април 2021.        | 979-1191583007 | —                       | —          |
| 8   | 29. април 2021.        | 979-1191583083 | —                       | —          |
| 9   | 29. април 2021.        | 979-1191583090 | —                       | —          |
| 10  | 27. мај 2021.          | 979-1191583359 | —                       | —          |
| 11  | 27. мај 2021.          | 979-1191583366 | —                       | —          |
| 12  | 27. мај 2021.          | 979-1191583373 | —                       | —          |

## Спољашњи извори
- Одељак о стрипу на вебсајту MyAnimeList (језик: енглески)